# Здание Удельной конторы
Здание Удельной конторы — памятник истории в центре Нижнего Новгорода, Большая Печёрская улица, 25. Здание построено в 1826 году, как городской особняк семьи губернатора А. С. Крюкова. Предполагалось, что автором проекта был Г. И. Кизеветтер, но позже выяснилось, что здание возведено до того, как зодчий стал работать в городе. Кардинально перестроено в советский период по проекту архитектора В. А. Орельского.             
До революции в здании располагались удельная контора и удельная больница. В удельной конторе, с 1849 по 1859 год жили и работали писатель, этнограф и лексикограф В. И. Даль и архитектор Л. В. Даль.

## История
В 1820-е годы квартал в границах современных улиц Большой Печерской — Семашко — Ульянова — Провиантской был выкуплен Елизаветой Ивановной Крюковой (Манжете), женой нижегородского губернатора Александра Семёновича Крюкова. В 1826 году на приобретённом участке для семейства был выстроен новый каменный городской особняк, на месте старого деревянного. Здание имело Г-образную форму в плане с девятью окнами по Большой Покровской улице и одиннадцатью — по Мартыновской. Фасады были выполнены в стиле классического ампира.

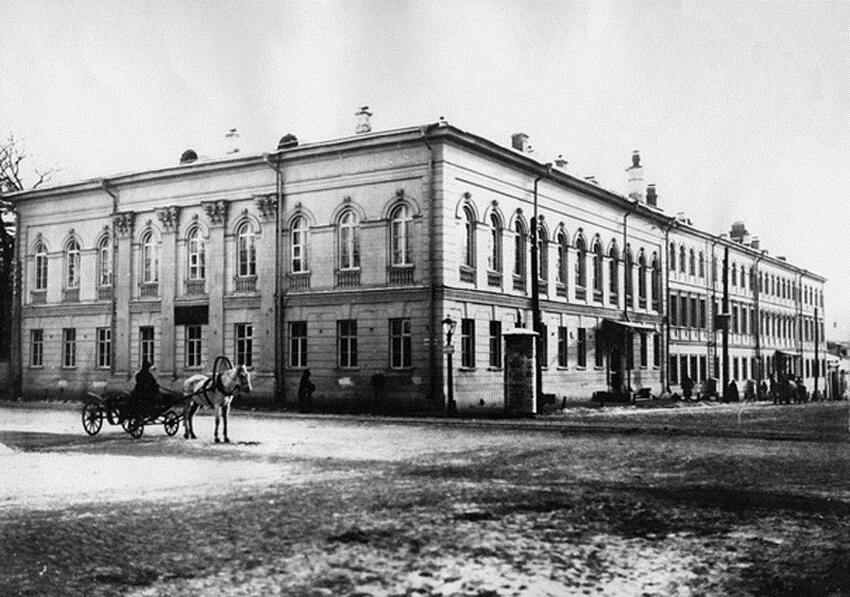
Удельная контора в XIX веке.

После отставки губернатора особняк перешёл в ведение Удельной конторы. С 1848 по 1859 год управляющим конторы служил статский советник Владимир Иванович Даль, создатель «Толкового словаря живого великорусского языка». В 1853 году по его ходатайству была открыта Удельная больница в двухэтажном каменном флигеле, растянувшемуся вдоль Мартыновской улицы. В 1867 году здание больницы было надстроено третьим этажом и объединено с Удельной конторой трёхэтажной вставкой в четыре окна. Фасады выполнены в стиле эклектики. В здании конторы также проживал сын В. И. Даля, знаменитый архитектор и реставратор — Лев Владимирович Даль.
В советский период в здании размещалось Краевое земельное управление, позже партийная школа. В 1936 году архитектором В. А. Орельским был выполнен проект реконструкции, согласно которому всё здание надстраивалось двумя этажами. В процессе реконструкции были утрачены планировка, исторический вход, парадная лестница, исторические фасады.
Во время Великой Отечественной войны в здании располагался эвакуационный госпиталь № 2816, а в 1944 году открылось Суворовское военное училище. В 1956 году здание было передано НИИ радиофизики (НИРФИ). В 1964 году по улице Лядова (Большой Печерской) был построен четырёхэтажный корпус (литер Б), соединённый с историческим зданием подземным переходом и тёплым переходом на втором этаже. 
В настоящее время здание занимает научно-исследовательский радиофизический институт Нижегородского государственного университета им. Н. И. Лобачевского.           

## Архитектура
Современные фасады относятся к 1936 году на период реконструкции под размещение Высшей партийной школы. Северный фасад, выполненный с использованием классицистических элементов — арочных ниш, рустованного низа, венчающего карниза с сухариками, также сохранил первоначальный ритм оконных проёмов и характер штукатурной отделки. Были сохранены исторические декоративные балясины в подоконных нишах второго этажа и рисунок меандра между первым и вторым этажом. На западном фасаде сохранился ритм и форма оконных проёмов с балясинами в подоконных нишах второго этажа. На уличных фасадах в 2013 году были поведены ремонтные работы с восстановление разрушенной штукатурки и декоративных элементов. Деревянные оконные переплёты заменены на пластиковые.                